# Sítina trojklaná
Sítina trojklaná (Juncus trifidus) je vytrvalá, v trsech rostoucí bylina s tenkými stonky a úzkými listy, kterými se podobá některým travám. Je považována za ukazatele výrazně chladného klimatu. Je jedním z asi dvaceti původních druhů rodu sítina rostoucích v přírodě České republiky. Tato rostlina z české přírody ustupuje; kvůli stále méně a méně častému výskytu byla proto zařazena do Červeného seznamu cévnatých rostlin České republiky mezi druhy silně ohrožené (C2b).

## Taxonomie
Podle novějších údajů je sítina trojklaná součástí nového rodu Oreojuncus a získává vědecké jméno Oreojuncus trifidus. Tento nový rod byl popsán roku 2013 na základě molekulární analýzy a morfologie odchylující se od rodu Juncus. K odlišným znakům se řadí: papilnatě pilovitý okraj listů, třásnitá ouška, prašníky s nasazenou špičkou a semena s volným vnějším osemením s přívěsky.

## Rozšíření
Je arkticko-alpínským druhem rozšířeným především v severní Evropě, ve Skandinávii, na severu Britských ostrovů a Islandu. Jižněji roste jen ve vyšších polohách, konkrétně v pohořích Sudety, Karpaty, Alpy, Pyreneje a v horách na Balkáně. Je dále rozšířena v Asii v západní a centrální Sibiři a v Severní Americe na jihu Grónska, severovýchodě Spojených států amerických a na jihovýchodě Kanady.
V České republice roste na Šumavě, v Krkonoších, na Králickém Sněžníku a v Hrubém Jeseníku, hlavně v subalpínském stupni.Těžiště jejího výskytu se nacházívá v Evropě i v Severní Americe až na horní hranici lesa. Vyskytuje se nejčastěji v nadmořské výšce 1500 až 3000 m.

## Ekologie
Je hemikryptofyt rostoucí na vlhkých alpínských trávnících, mezi kameny horských sutí i v příhodných skalních štěrbinách, nejčastěji na silikátových podkladech. Vyskytuje se na stanovištích slunných, ale často velmi větrných, obvykle v kyselých půdách, s nevysokou a nedlouhou zimní sněhovou pokrývkou. Kvete v červenci a srpnu. Ploidie druhu je 2n = 30.

## Popis
Vytrvalá, hustě trsnatá bylina vysoká 10 až 30 cm s listy bazálními i lodyžními, která vyrůstá z krátkého, vodorovného, šupinatého oddenku. Lodyha je přímá, tenká, oblá, lysá a ve spodní části má žlutohnědé pochvy. Lodyžní listy jsou niťovité, žlábkovité, vyrůstají střídavě, bývají 5 až 12 cm dlouhé, jsou po obvodě papilárně pilovité a rostou z pochev, které vybíhají v dlouhá, třásnitá a zubatá ouška. Na straně listu přiléhající k čepelí vyrůstá, zvláště u horních listů, brvitý jazýček. Na bázi lodyhy je několik bazálních listů s nevyvinutou čepelí. Listy zůstávají zelené i v průběhu zimy, nemají řapíky ani palisty.
Květenství je vrcholový stažený kružel tvořený jedním až čtyřmi oboupohlavnými květy, podepřený třemi štětinovitými, dlouhými listenci značně převyšující květenství; podle této vlastnosti dostala rostlina druhové jméno „trojklaná“. stopkatý květ se dvěma listeny má nahnědlé, blanité, volné, šestičetné okvětí vyrůstající ve dvou přeslenech. Dále obsahuje šest 2 mm dlouhých tyčinek s  prašníky se špičkou, přisedlý semeník složený ze tří plodolistů a čnělku s trojitou bliznou. Květy neprodukují nektar a přenos pylu nutný k opylení zajišťuje vítr, mohou se příležitostně opylit i vlastním pylem.
Plod je temnohnědá, lesklá, asi 3 mm dlouhá a 1,5 mm široká, na vrcholu hrotitá, pukající tobolka se zobánkem, která je delší než okvětní lístky. Obsahuje 5 až 25 hnědých, eliptických, hladkých semen asi 1 mm dlouhých s blanitými přívěsky na obou koncích. Vypadaná semena bez masíčka jsou roznášena větrem nebo vodou.